# Stazione di Cheongna
La stazione di Cheongna Int'l City (청라국제도시역 - 靑羅國際都市驛, Cheongna Kukje Dosi-yeok ) è una stazione ferroviaria lungo la linea AREX per l'aeroporto di Incheon situata nel quartiere di Seo-gu a Incheon, in Corea del Sud. La stazione è stata inaugurata il 21 giugno 2014.

## Linee
Korail
■ AREX (Codice: A071)

## Struttura
La stazione è costituita da un grande fabbricato viaggiatori, con alcuni locali e negozi. Superati i tornelli di accesso, una passerella oltrepassa l'Autostrada Incheon Aeroporto per raggiungere la banchina a isola della stazione, con due binari passanti con porte di banchina. Sono presenti scale mobili e ascensori.
| 1 | ■ AREX | per Unseo e Incheon Aeroporto                |
| 2 | ■ AREX | per Geomam, Gimpo Aeroporto, Gongdeok e Seul |

## Traffico
La stazione vede il passaggio di 196 treni al giorno, con una frequenza media di 15 minuti, che sale a 8 nelle ore di punta.

## Stazioni adiacenti
| «                    | Servizio   | »          |
| Linea AREX           | Linea AREX | Linea AREX |
| -------------------- | ---------- | ---------- |
| Geomam               | Locale     | Unseo1     |
| L'espresso non ferma |            |            |

- 1: Fra la stazione di Int'l City e Unseo è prevista a fine 2014 l'apertura della stazione di Yeongjong.